# Hilary Gong
Hilary Chukwah Gong (Zawan, 10 oktober 1998) is een Nigeriaans voetballer die doorgaans als aanvaller speelt.

## Carrière
Hilary Gong speelde in Nigeria in de GBS Football Academy in Jos, waar hij in januari 2017 vertrok om bij het Slowaakse AS Trenčín te gaan spelen. Hier speelde hij in zijn eerste half jaar twee wedstrijden, waarin hij één doelpunt scoorde. Het seizoen erna scoorde hij in achtentwintig competitiewedstrijden acht keer.
In de zomerstop van 2018 vertrok hij naar Vitesse waar hij een vierjarig contract tekende. Gong debuteerde op 26 juli 2018 in de met 2–2 gelijkgespeelde uitwedstrijd tegen FC Viitorul in de Europa League; hij viel in de 69e minuut in voor Thomas Bruns. Door blessures kwam hij weinig in actie voor Vitesse.
Op 9 maart 2022 maakte Vitesse bekend dat het contract met Gong per direct werd ontbonden. De rest van 2022 speelde hij in Noorwegen voor FK Haugesund. In februari 2023 ging hij in Armenië voor FC Ararat-Armenia spelen, op huurbasis van de Nigeriaanse GBS Academy. Hier speelde hij de rest van het seizoen 2022/23, waarna hij terugkeerde bij zijn oude club Trenčín.

### Statistieken
| Seizoen        | Club              | Competitie      | Competitie | Competitie | Beker | Beker | Internationaal | Internationaal | Overig | Overig | Totaal | Totaal |
| Seizoen        | Club              | Competitie      | Wed.       | Dlp.       | Wed.  | Dlp.  | Wed.           | Dlp.           | Wed.   | Dlp.   | Wed.   | Dlp.   |
| -------------- | ----------------- | --------------- | ---------- | ---------- | ----- | ----- | -------------- | -------------- | ------ | ------ | ------ | ------ |
| 2016/17        | AS Trenčín        | Fortuna Liga    | 2          | 1          | 0     | 0     | 0              | 0              | —      | —      | 2      | 1      |
| 2017/18        | AS Trenčín        | Fortuna Liga    | 30         | 9          | 2     | 0     | 4              | 2              | —      | —      | 36     | 11     |
| 2018/19        | Vitesse           | Eredivisie      | 6          | 0          | 2     | 0     | 3              | 0              | 0      | 0      | 11     | 0      |
| 2019/20        | Vitesse           | Eredivisie      | 1          | 0          | 0     | 0     | —              | —              | —      | —      | 1      | 0      |
| 2020/21        | Vitesse           | Eredivisie      | 7          | 0          | 1     | 0     | —              | —              | —      | —      | 8      | 0      |
| 2021/22        | Vitesse           | Eredivisie      | 2          | 0          | 0     | 0     | 0              | 0              | —      | —      | 2      | 0      |
| 2022           | FK Haugesund      | Eliteserien     | 12         | 1          | 2     | 0     | —              | —              | —      | —      | 14     | 1      |
| 2022/23        | FC Ararat-Armenia | Bardzragujn ch. | 10         | 0          | 0     | 0     | —              | —              | —      | —      | 10     | 0      |
| 2023/24        | AS Trenčín        | Fortuna Liga    | 29         | 5          | 3     | 1     | —              | —              | —      | —      | 32     | 6      |
| Carrièretotaal | Carrièretotaal    | Carrièretotaal  | 99         | 16         | 10    | 1     | 7              | 2              | 0      | 0      | 116    | 19     |